# Assassin's Creed: Pirates
Assassin's Creed: Pirates è un videogioco d'azione appartenentente alla saga di Assassin's Creed, disponibile per i sistemi operativi iOS e Android.
Annunciato il 10 settembre 2013, è stato distribuito il 5 dicembre dello stesso anno. È stata distribuita anche una demo per browser (ottimizzata IE11), funzionante anche sui tablet Surface.
Essendo un'applicazione mobile, è continuamente suscettibile di nuovi aggiornamenti, che modificano le meccaniche di gioco, aggiungono nuovi elementi e il prosieguo della trama che è in continua espansione.

## Ambientazione
Ambientato durante l'Età d'oro della pirateria, vede come protagonista il pirata francese Alonzo Batillia, alla ricerca del tesoro di Olivier Levasseur. Le sue azioni lo gettano tuttavia nel perenne conflitto tra Assassini e Templari, che cercarono di ostacolare la sua ricerca.